# Polyphyllia talpina
Polyphyllia talpina is een rifkoralensoort uit de familie van de Fungiidae. De wetenschappelijke naam van de soort is voor het eerst geldig gepubliceerd in 1801 door Lamarck.